# Players
Players és una pel·lícula de comèdia romàntica estatunidenca del 2024 dirigida per Trish Sie i escrita per Whit Anderson. És protagonitzada per Gina Rodriguez, Damon Wayans Jr., Joel Courtney, Augustus Prew, Liza Koshy, Ego Nwodim, Marin Hinkle i Tom Ellis. Es va estrenar Netflix el 14 de febrer de 2024, amb subtítols en català.

## Repartiment
- Gina Rodriguez com a Mackenzie "Mack"
- Damon Wayans Jr. com a Adam
- Tom Ellis com a Nick Russell
- Augustus Prew com a Brannagan
- Joel Courtney com a Little
- Liza Koshy com a Ashley
- Ego Nwodim com a Claire
- Marin Hinkle com a Karen Kirk
- Brock O'Hurn com Brady Stratton

## Producció
El març del 2021 es va informar que Gina Rodriguez, Damon Wayans Jr. i Tom Ellis protagonitzarien la pel·lícula. Players va ser produïda per Marc Platt Productions i Campfire Studios. El rodatge va tenir lloc a Nova York de juliol a setembre de 2021.